# 第八个五年计划 (中国)
第八個五年計畫（亦稱「八五」計劃）是指中華人民共和國制定的從1991年到1995年發展國民經濟的計劃。1990年开始编制“八五”计划时，中国因為天安門事件，正在经历一场历时三年的经济全面治理整顿，西方主要国家也正实行對中國的经济制裁。

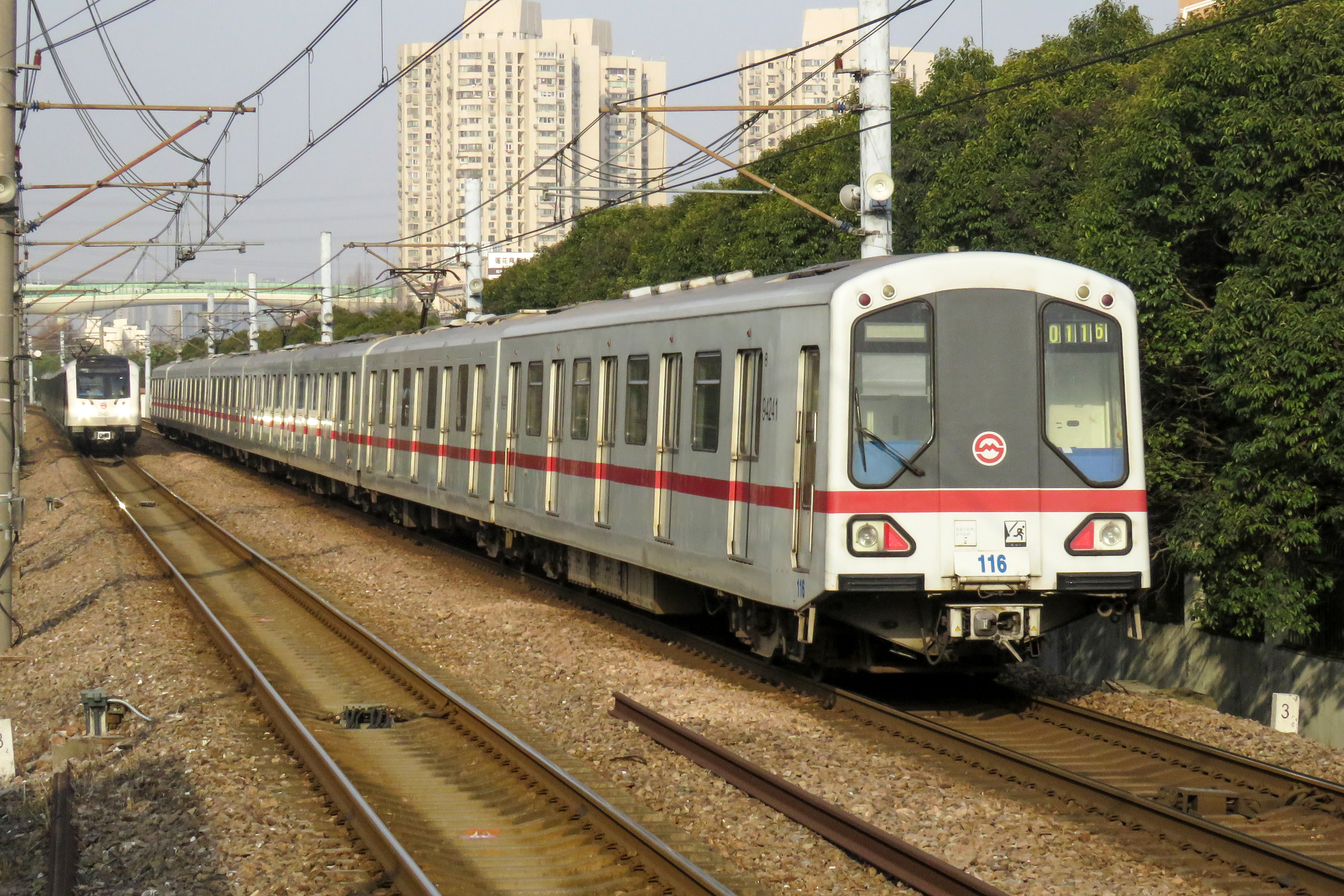
上海地鐵1993年5月28日通車

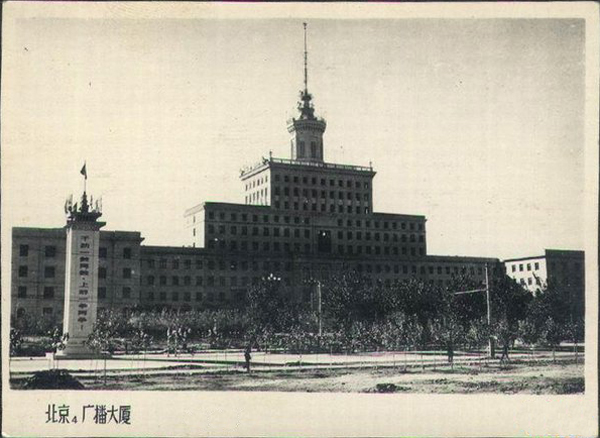
北京廣播大廈，广播和电视人口覆盖率已接近全國。这栋大楼目前属于国家新闻出版广电总局。

1992年，已無實際職務、时年87岁鄧小平对中共中央负责同志说，“强调稳定是对的，但强调得过分可能丧失时机”。其二是关于计划与市场的关系事实上1987年召开的十三大已提出了“计划调控市场，市场引导企业”。南巡講話後制訂了“革命是解放生产力，改革也是解放生产力”的主流論點一批批人从黨体制内進入商海成為日後中國掌握各主流產業的知名人士，这些人后来被归为“92派”。
鄧小平採用「计划多一点还是市场多一点，不是社会主义与资本主义的本质区别。计划经济不等于社会主义，资本主义也有计划；市场经济不等于资本主义，社会主义也有市场。计划和市场都是经济手段。」做為貓論的註解，最終將市場經濟轉型全面實施，中國社會的計劃經濟色彩開始退去，於1993年起外商投資重新驟增。

## 成就
- 1995年国民生产总值达到57650亿元人民幣，在1988年比1980年翻一倍的基础上，用七年时间又翻了一倍。八五期间国民生产总值年平均增长12%。
- 广播和电视人口覆盖率分别达78.7%和84.8%，比1990年提高4和5个百分点。
- 进出口总额五年超过1万亿美元。五年实际利用外资超过1600亿美元。
- 贫困人口由上世纪80年代末的8500万人减少到1995年的6500万人。
- 期间新建铁路干线5800公里，复线3400公里，电气化2600公里，“强攻京九、兰新，速战侯月、宝中，再取华东、西南，配套完善大秦”目标大部分完成；公路新增10.5万公里。
- 改革開放对外开放的县市超过1100个，兴办了一批经济开发区和13个保税区。